# Luiz Eduardo Santana Brito
Luiz Eduardo Santana Brito, meglio noto come Brito (Rio de Janeiro, 21 settembre 1982), è un ex calciatore brasiliano, di ruolo attaccante.

## Carriera
Ha collezionato oltre 200 presenze nella massima serie greca con varie squadre.